# Wyville
Wyville – wieś w Anglii, w hrabstwie Lincolnshire. Leży 44 km na południe od Lincoln i 154 km na północ od Londynu.